# The Turtles
The Turtles var en amerikansk popgrupp bildad år 1965 i Westchester, Kalifornien av Mark Volman och Howard Kaylan. Kaylan hade redan 1963 bildat ett surfrockband bestående av några musiker som hette The Crossfires vilka ombildades till The Turtles. The Turtles spelade en lätt och fri typ av pop som i efterhand har kallats "sunshine pop" ("solskenspop"). Volman och Kaylan var stommen i gruppen, medan övriga musiker varierade ganska kraftigt under gruppens existens. Den ende medlemmen förutom de två som var med från början till slut var gitarristen Al Nichol. Från 1966-69 var John Barbata gruppens trumslagare. Han blev senare medlem i Jefferson Airplane.
Samma år som namnbytet ägde rum fick de kontrakt på skivbolaget White Whale och kom att bli det bolagets egentligen enda riktigt framgångsrika artist. I Europa gavs deras skivor ut på etiketterna Stateside och London Records. De fick en första hitsingel med låten "It Ain't Me, Babe" som blev en tio-i-topp-hit i USA. Liksom the Byrds fick de sitt genombrott med en låt skriven av Bob Dylan. I kölvattnet på debutsingeln blev även deras två nästa singlar "You Baby" och "Let Me Be" framgångsrika i USA.
Sedan släppte de ett par singlar som floppade innan de fick det verkligt stora genombrottet med låten "Happy Together" som lanserades år 1967. Låten kom perfekt i tidens flower power-färgade tänkande. Uppföljaren "She'd Rather Be with Me" blev mer framgångsrik i Europa än i USA och nådde till exempel högre placering på UK Singles Chart än vad "Happy Together" gjort. Senare samma år släpptes de lite mer sofistikerade singlarna "You Know What I Mean" och "She's My Girl" vilka båda nådde Topp 20-placering på Billboard Hot 100 i USA. Låten "Can I Get to Know You Better" hade floppat både i Storbritannien och USA när den släpptes 1966 men blev en hitsingel i Sverige kring jul 1967.
Nästa år lanserades låten "Elenore". "Elenore" var enligt Howard Kaylan egentligen skriven som en komisk känga till deras tidigare hitlåt "Happy Together" då deras skivbolag efterfrågade en liknande oskuldsfullt glad låt för att få en ny hit. Trots att låten var skriven som något av en protest blev både skivbolaget och skivpubliken förtjusta och det blev en av deras kändaste låtar. Tidigt 1969 hade de sin sista USA-hit med låten "You Showed Me". Samma år släpptes också gruppens sista studioalbum Turtle Soup som producerades av Ray Davies. 1970 var The Turles upplöst och Volman och Kaylan fortsatte under namnet Flo & Eddie. De tog kontakt med Frank Zappa för att spela i hans band the Mothers of Invention under 1970-talets första år. Jim Pons, gruppens basist från 1967–1970, blev även en tid medlem i The Mothers.
De medverkade även som bakgrundssångare på några av glamrockgruppen T. Rex låtar. På 1980-talet började Kaylan och Volman åter uppträda som The Turtles, men nu med andra musiker än de övriga som ingick i gruppen på 1960-talet. De har fortsatt med det in på 2000-talet.

## Diskografi (urval)
Album
- It Ain't Me Babe (1965)
- You Baby (1966)
- Happy Together (1967)
- The Turtles Present the Battle of the Bands (1968)
- Turtle Soup (1969)
- Wooden Head (1972, samling med b-sidor)
- Chalon Road (1986, singelsidor och outgivet material)
- Shell Shock (1986, ej färdig inspelning fån 1969)
- Captured Live (live) (1992)
- Happy Together Again - Live (live) (1994)

Singlar (på Billboard Hot 100)
- "It Ain't Me Babe" / "Almost There" (1965)
- "Let Me Be" / "Your Maw Said You Cried (In Your Sleep Last Night)" (1965)
- "You Baby" / "Wanderin' Kind" (1966)
- "Grim Reaper of Love" / "Come Back" (1966)
- "Can I Get to Know You Better?" / "Like the Seasons" (1966)
- "Happy Together" / "Like the Seasons" (1967)
- "She'd Rather Be With Me" / "The Walking Song" (1967)
- "You Know What I Mean" / "Rugs of Woods & Flowers" (1967)
- "She's My Girl" / "Chicken Little Was Right" (1967)
- "Sound Asleep" / "Umbassa the Dragon" (1968)
- "The Story of Rock and Roll" / "Can You Hear the Cows" (1968)
- "Elenore" / "Surfer Dan" (1968)
- "You Showed Me" / "Buzz Saw" (1969)
- "You Don't Have to Walk in the Rain" / "Come Over" (1969)
- "Love in the City" / "Bachelor Mother" (1969)
- "Lady-O" / "Somewhere Friday Night" (1969)